# 카안 아이한
카안 아이한(튀르키예어: Kaan Ayhan, 1994년 11월 10일 ~ )는 튀르키예의 축구 선수이다. 그의 포지션은 센터백 또는 라이트백으로, 현재 쉬페르리그의 갈라타사라이에서 활약하고 있다.

## 클럽 경력

### 샬케 04
아이한은 4살 때 샬케 04의 유소년 아카데미에 입단했다. 2012년 1월 18일, 그는 샬케 04와 2015년 6월 30일까지 지속되는 프로 계약을 맺었다. 아이한은 등번호 24번을 배정받았다. 아이한은 2013년 10월 5일, 4-1로 이긴 FC 아우크스부르크와의 경기에서 설러이 아담과 교체되어 데뷔전을 치렀다. 2014년 5월 3일, 아이한은 2-0으로 이긴 SC 프라이부르크와의 경기에서 13분에 첫 분데스리가 골을 넣었다.
시즌 후반기인 2016년 1월, 아이한은 아인트라흐트 프랑크푸르트로 임대 이적하였다. 프랑크푸르트는 완전 영입 옵션을 보유했지만, 이적료가 높아 완전 영입 가능성이 없는 것으로 알려졌다.

### 포르투나 뒤셀도르프
2016년 8월 31일, 아이한은 17년간 활약했던 샬케 04를 떠나 2. 분데스리가의 포르투나 뒤셀도르프로 이적하였다.
2017년 5월 13일, 1. FC 뉘른베르크와의 3-2로 이긴 경기에서 결승골을 넣어 포르투나 뒤셀도르프의 2. 분데스리가 2017-18 우승을 확정지었다.

### 갈라타사라이
2023년 1월 28일, 갈라타사라이는 아이한을 사수올로에서 시즌 잔여 기간까지 임대 영입하는 협상 소식을 알렸다. 2023년 1월 30일, 사수올로는 이적이 처음에는 임대로 구성되며, 이후 의무적으로 발동될 완전 영입 옵션이 포함된다고 발표했다.

## 국가대표팀 경력
튀르키예계 독일인인 아이한은 독일과 튀르키예 청소년 국가대표팀 소속으로 국제 경기에 출장하였다. 2013년 10월, 아이한은 튀르키예 U-21 대표팀에 선발되었다. 2016년 8월 31일, 그는 러시아와의 친선 경기와 크로아티아와의 2018년 FIFA 월드컵 예선전을 앞두고 파티흐 테림 감독의 부름을 받았다. 카안 아이한은 2016년 8월 31일 러시아와의 친선 경기에서 튀르키예 축구 국가대표팀 데뷔전을 치렀다.

## 수상 내역
포르투나 뒤셀도르프
- 2. 분데스리가 (1): 2017–18

독일 U-17
- FIFA U-17 월드컵: 3위 2011[17]